# Эстлунд, Педер
Педер Эстлунд (норв. Peder Østlund, 7 мая 1872—22 января 1939) — норвежский конькобежец, двукратный чемпион мира (1898, 1899 года) и Европы (1899, 1900 года). Также Педер Эстлунд занял второе место в общем зачёте на чемпионате Европы-1894 в Хамаре (Норвегия). Он был двукратным чемпионом Норвегии в многоборье (1897, 1898 года).
За свою спортивную карьеру Педер Эстлунд десять раз улучшал рекорды мира на дистанциях 500, 1000, 1500 и 10000 метров. Причем на международных соревнованиях в Давосе он установил в течение двух дней (10 — 11 февраля 1900 года) сразу четыре мировых рекорда на разных дистанциях.

## Рекорды мира
| дата            | дистанция    | рекорд  | город    |
| --------------- | ------------ | ------- | -------- |
| 25 февраля 1893 | 1500 метров  | 2.32,6  | Хамар    |
| 24 февраля 1894 | 1500 метров  | 2.31,4  | Хамар    |
| 25 февраля 1894 | 1500 метров  | 2.28,8  | Хамар    |
| 7 февраля 1897  | 500 метров   | 46,6    | Тронхейм |
| 7 февраля 1898  | 1500 метров  | 2.23,6  | Давос    |
| 16 января 1899  | 1000 метров  | 1.38,0  | Давос    |
| 10 февраля 1900 | 500 метров   | 45,2    | Давос    |
| 10 февраля 1900 | 1000 метров  | 1.34,0  | Давос    |
| 11 февраля 1900 | 1500 метров  | 2.22,6  | Давос    |
| 11 февраля 1900 | 10000 метров | 17.50,6 | Давос    |

## Достижения
| турнир                            | дата                 | город         | 500 м                | 1500 м                         | 5000 м      | 10000 м     | место |
| --------------------------------- | -------------------- | ------------- | -------------------- | ------------------------------ | ----------- | ----------- | ----- |
| 2-й чемпионат мира — многоборье   | 10 — 11 февраля 1894 | Стокгольм     | 51,0 (2/q), 52,2 (4) | 2.48,2 (3), 2.48,4 (3/q)       | 10.25,6 (6) | -           | Б/М   |
| 2-й чемпионат Европы — многоборье | 24 — 25 февраля 1894 | Хамар         | 48,4 (3), 49,6 (4/q) | 2.31,4 РМ (2/q), 2.28,8 РМ (1) | 9.06,2 (4)  | -           | (2)   |
| 4-й чемпионат Европы — многоборье | 29 февраля 1896      | Гамбург       | -                    | 2.42,6 (2)                     | -           | 20.26,6 (2) | Б/М   |
| Чемпионат Норвегии — многоборье   | 6 — 7 февраля 1897   | Тронхейм      | 46,6 (1)             | 2.26,4 (1)                     | 9.03,4 (1)  | -           | 1     |
| 6-й чемпионат мира — многоборье   | 6 — 7 февраля 1898   | Давос         | НФ                   | 2.23,6 РМ (1)                  | 8.52,2 (1)  | 18.40,0 (1) | 1     |
| Чемпионат Норвегии — многоборье   | 26 — 27 февраля 1898 | Тронхейм      | 48,0 (1)             | 2.52,4 (1)                     | 9.11,0 (1)  | -           | 1     |
| 7-й чемпионат Европы — многоборье | 16 — 17 января 1899  | Давос         | 47,4 (1)             | 2.27,8 (1)                     | 9.02,6 (1)  | 18.38,2 (1) | 1     |
| 7-й чемпионат мира — многоборье   | 4 — 5 февраля 1899   | Берлин        | 50,5 (1)             | 2.45,0 (1)                     | 9.54,6 (1)  | 21.25,2 (3) | 1     |
| 8-й чемпионат Европы — многоборье | 3 — 4 февраля 1900   | Штрбске-Плесо | 47,7 (1)             | 2.39,9 (1)                     | 9.15,8 (1)  | 22.45,2 (1) | 1     |
| 8-й чемпионат мира — многоборье   | 24 — 25 февраля 1900 | Кристиания    | 46,4 (1)             | -                              | 9.43,0 (2)  | -           | Б/М   |

## Ссылка
- Сайт SkateResults.com, анг. (недоступная ссылка)
- Сайт Deutsche Eisschnelllauf-Gemeinschaft, нем.